# Horama jalapensis
Horama jalapensis är en fjärilsart som beskrevs av Neum. 1890. Horama jalapensis ingår i släktet Horama och familjen björnspinnare. Inga underarter finns listade i Catalogue of Life.